# リグニンスルホン酸
リグニンスルホン酸は、リグニン分解物の一部がスルホン化された化合物。リグノスルホン酸ともいう。CAS登録番号8062-15-5。亜硫酸法によるパルプ製造工程で下記の反応により木材中のリグニン(R-O-R')から生成し、廃液である黒液に多量に含まれる。
R-O-R'  + H+  → R+  +  R'OH
R+  +  HSO3- → R-SO3H

## 用途
塩は陰イオン系界面活性剤となる。懸濁液の分散剤として効果が高いため、各種用途に用いられる。特にコンクリート用減水剤として重要である。
バニリンなど化成品の合成原料ともされたが、現在はあまり使われない。